# Lambooijhuis
Het Lambooijhuis is een kunstsociëteit gevestigd in een oude stadsboerderij aan de Langestraat 35-37 in Hengelo (Overijssel).
De boerderij werd in 1840 gebouwd. In de woning woonden de kunstschilder Henri Lambooij (1885-1974) en na diens overlijden Theo Wolvecamp (1925-1992). In 1994 werd in de boerderij de kunstsociëteit Het Lambooijhuis gevestigd, genoemd naar de voormalige bewoner. In 1999 werd het een rijksmonument.
Sinds 1996 woont de kunstenaar Bill Spinhoven van Oosten in Het Lambooijhuis.